# Kisava
Kisava (macedónul: Кишава, albánul Këshavë) település Észak-Macedóniában, a Pelagonijai körzet Bitolai járásában.

## Népesség
| Lakosok száma | 864  | 899  | 832  | 822  | 618  | 634  | 437  | 308  | 185  |
|               | 1948 | 1953 | 1961 | 1971 | 1981 | 1991 | 1994 | 2002 | 2021 |

2002-ben 308 lakos volt, akik közül 307 albán, 1 macedón.